# كنيسة مريم المقدسة (طهران)
كنيسة مريم المقدسة (بالفارسية: کلیسای مریم مقدس) هي كنيسة تاريخية تعود إلى عصر الدولة البهلوية، وتقع في طهران.

## معرض صور

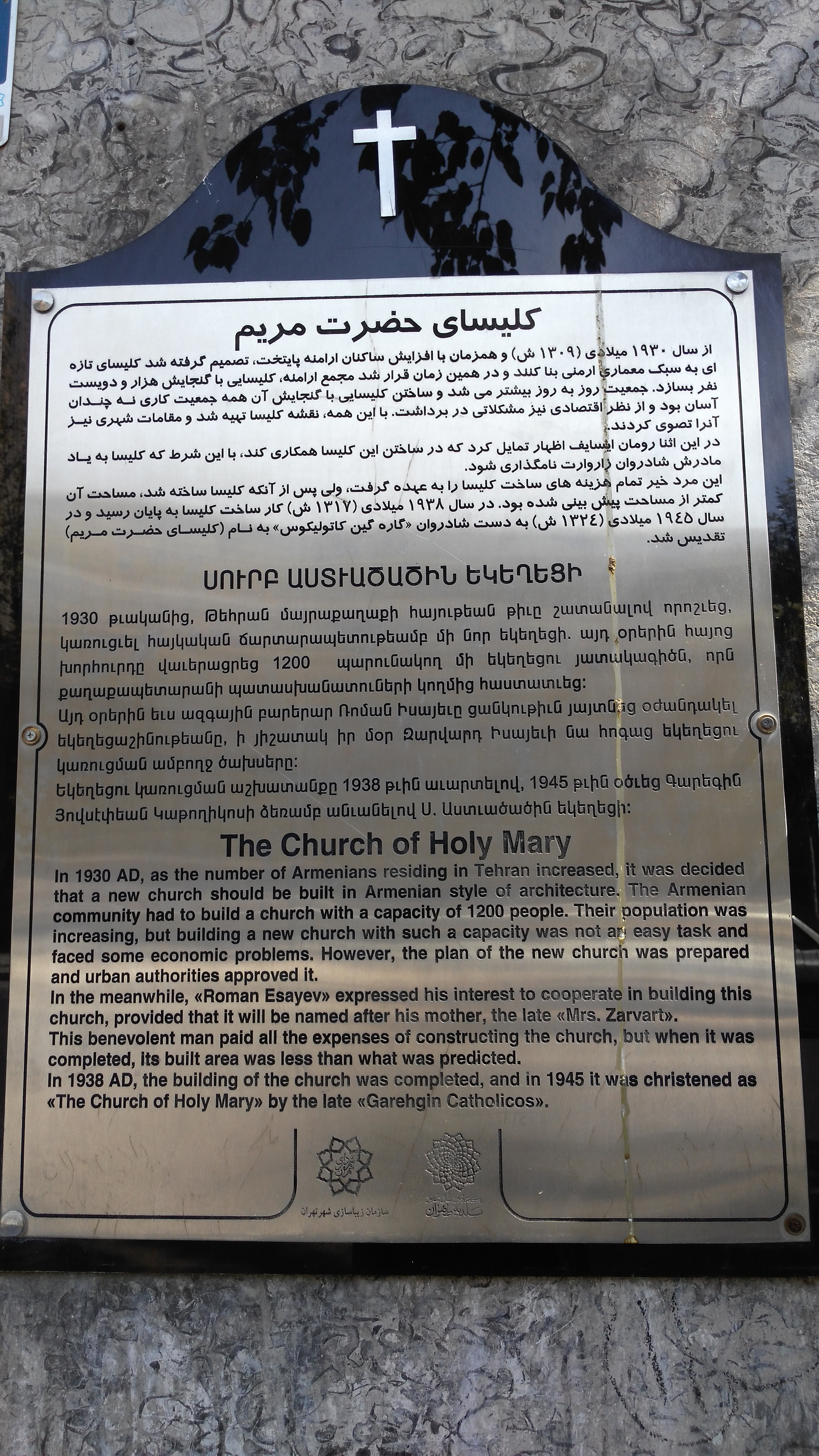
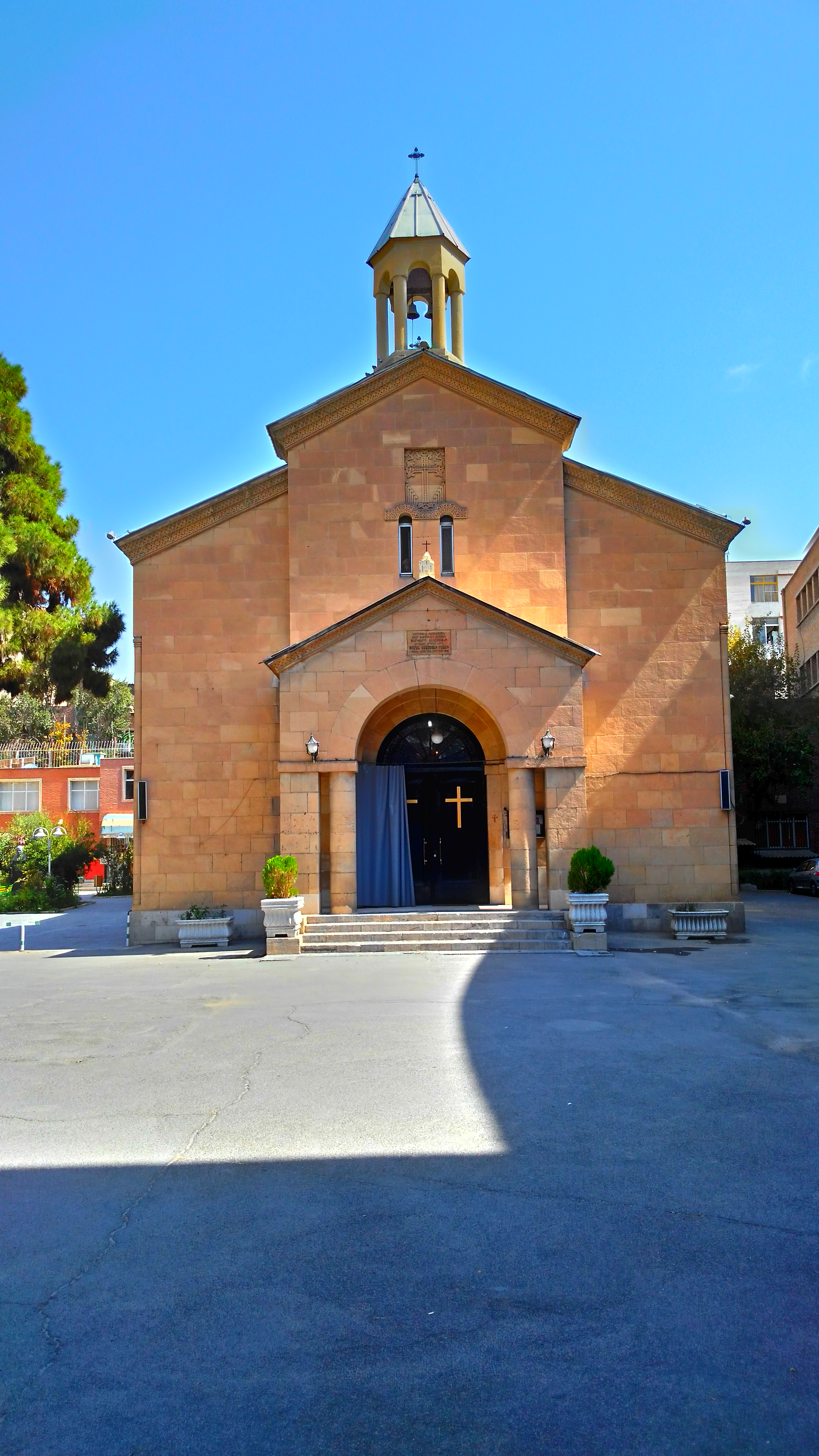
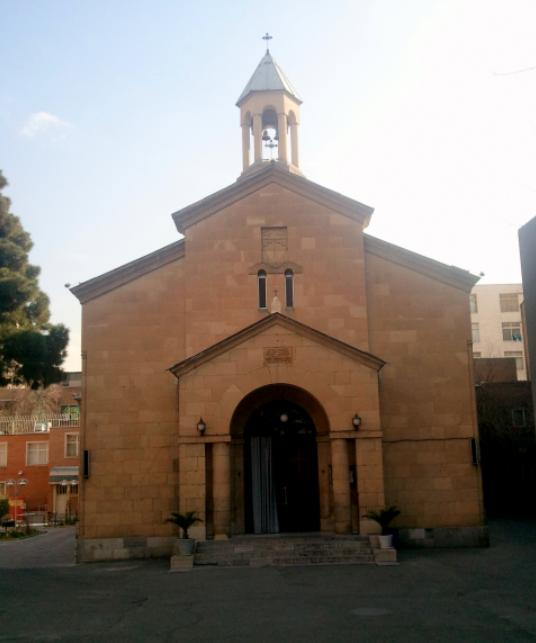